# Cristelo (Paredes)
Cristelo ist eine Gemeinde (Freguesia) im portugiesischen Kreis Paredes. In ihr leben 1761 Einwohner (Stand 19. April 2021).